# Hilara helvetica
Hilara helvetica är en tvåvingeart som beskrevs av Chvala 1999. Hilara helvetica ingår i släktet Hilara och familjen dansflugor. Inga underarter finns listade i Catalogue of Life.